# دان أيالا
دان أيالا (بالإنجليزية: Dan Ayala)‏ هو مدرب كرة سلة أمريكي، ولد في 29 أبريل 1937 في روزويل في الولايات المتحدة، وتوفي في 17 سبتمبر 2018 في لاس فيغاس في الولايات المتحدة.